# (5165) Videnom
(5165) Videnom es un asteroide perteneciente a la familia de Nysa en el cinturón de asteroides, descubierto el 11 de febrero de 1985 por Poul Jensen desde el Observatorio Brorfelde, Holbæk, Dinamarca.

## Designación y nombre
Designado provisionalmente como 1985 CG. Fue nombrado Videnom en homenaje al programa televisivo semanal Videnom que trata sobre ciencias naturales, siendo emitido por la televisión danesa desde el año 1999.

## Características orbitales
Videnom está situado a una distancia media del Sol de 2,390 ua, pudiendo alejarse hasta 2,795 ua y acercarse hasta 1,986 ua. Su excentricidad es 0,169 y la inclinación orbital 3,375 grados. Emplea 1350,21 días en completar una órbita alrededor del Sol.

## Características físicas
La magnitud absoluta de Videnom es 13,4. Tiene 4 km de diámetro y su albedo se estima en 0,468.